# Letnie Grand Prix w skokach narciarskich 2008
Letnie Grand Prix w skokach narciarskich 2008 – 15. edycja Letniego Grand Prix, która rozpoczęła się 26 lipca 2008 roku w Hinterzarten, a zakończyła 4 października 2008 w Libercu. Rozegrano 11 konkursów - 10 indywidualnych oraz 1 drużynowy.

## Zwycięzcy

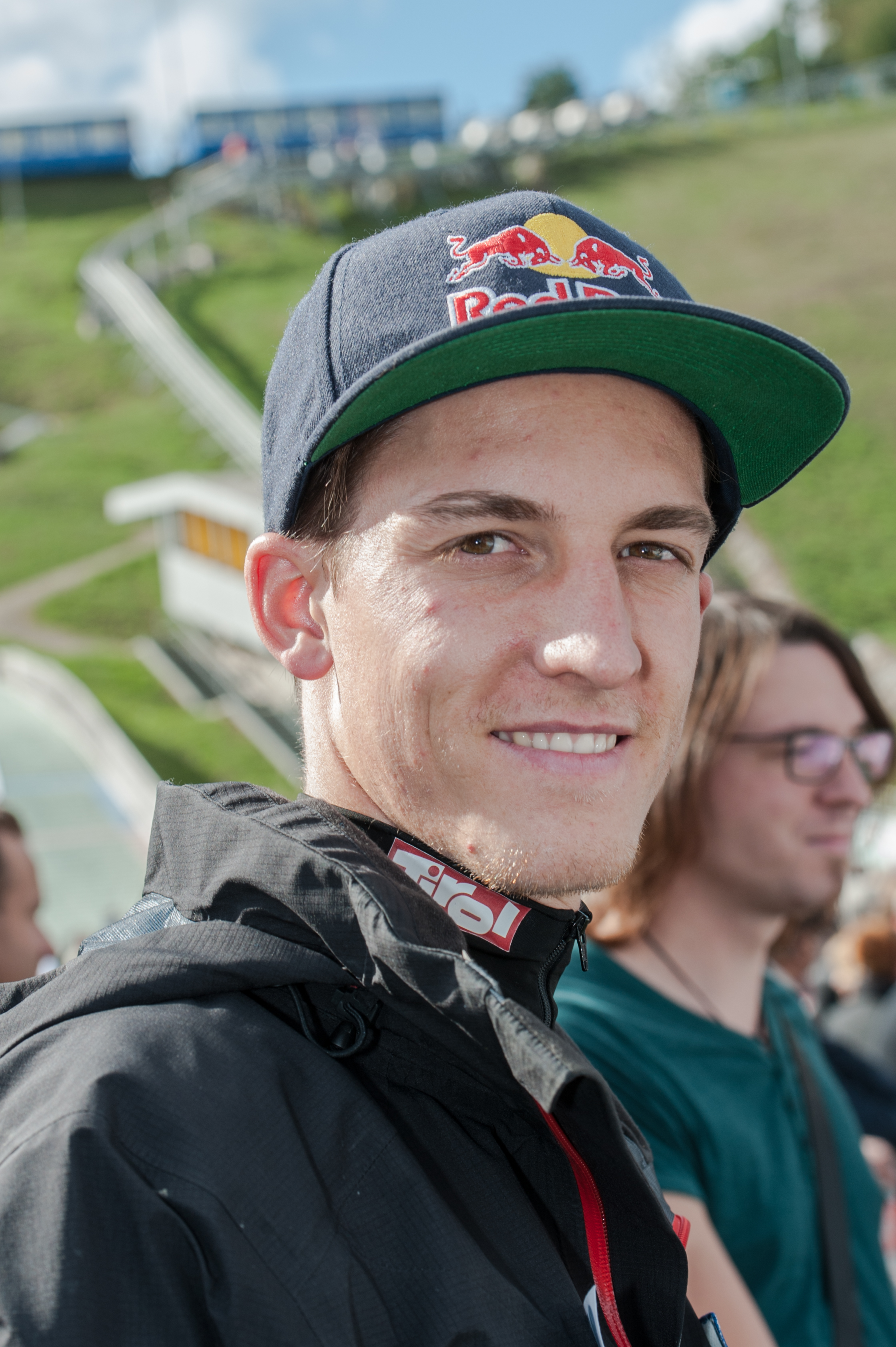
Gregor Schlierenzauer, zwycięzca Letniego Grand Prix 2008 oraz zwycięzca Turnieju Czterech Narodów 2008
Reprezentacja Austrii, zdobywcy Pucharu Narodów

## Kalendarz i wyniki
| Lp.                                                  | Data                                                 | Miejscowość                                          | HS                                                   | Uwagi                                                | 1. miejsce                                                                                 | 2. miejsce                                                                     | 3. miejsce                                                               |
| ---------------------------------------------------- | ---------------------------------------------------- | ---------------------------------------------------- | ---------------------------------------------------- | ---------------------------------------------------- | ------------------------------------------------------------------------------------------ | ------------------------------------------------------------------------------ | ------------------------------------------------------------------------ |
| 1.                                                   | 26 lipca 2008                                        | Hinterzarten                                         | HS-108                                               | druż.                                                | Austria 1. Andreas Kofler 2. Manuel Fettner 3. Gregor Schlierenzauer 4. Thomas Morgenstern | Niemcy 1. Michael Uhrmann 2. Martin Schmitt 3. Georg Späth 4. Michael Neumayer | Czechy 1. Ondřej Vaculík 2. Borek Sedlák 3. Jan Matura 4. Roman Koudelka |
| 2.                                                   | 27 lipca 2008                                        | Hinterzarten                                         | HS-108                                               | TCN                                                  | Georg Späth                                                                                | Andreas Kofler                                                                 | Thomas Morgenstern                                                       |
| 3.                                                   | 1 sierpnia 2008                                      | Einsiedeln                                           | HS-117                                               | TCN                                                  | Andreas Kofler                                                                             | Gregor Schlierenzauer                                                          | Thomas Morgenstern                                                       |
| 4.                                                   | 3 sierpnia 2008                                      | Courchevel                                           | HS-132                                               | TCN, nocny                                           | Harri Olli                                                                                 | Georg Späth                                                                    | Simon Ammann                                                             |
| 5.                                                   | 5 sierpnia 2008                                      | Pragelato                                            | HS-140                                               | TCN, nocny                                           | Gregor Schlierenzauer                                                                      | Roman Koudelka                                                                 | Harri Olli                                                               |
| Turniej Czterech Narodów 2008 – klasyfikacja końcowa | Turniej Czterech Narodów 2008 – klasyfikacja końcowa | Turniej Czterech Narodów 2008 – klasyfikacja końcowa | Turniej Czterech Narodów 2008 – klasyfikacja końcowa | Turniej Czterech Narodów 2008 – klasyfikacja końcowa | Gregor Schlierenzauer                                                                      | Andreas Kofler                                                                 | Simon Ammann                                                             |
| —                                                    | 29 sierpnia 2008                                     | Zakopane                                             | HS-134                                               | [ 3 ]                                                | odwołany                                                                                   | odwołany                                                                       | odwołany                                                                 |
| 6.                                                   | 30 sierpnia 2008                                     | Zakopane                                             | HS-134                                               | [ 4 ]                                                | Gregor Schlierenzauer                                                                      | Michael Uhrmann                                                                | Simon Ammann                                                             |
| 7.                                                   | 30 sierpnia 2008                                     | Zakopane                                             | HS-134                                               | nocny                                                | Gregor Schlierenzauer                                                                      | Michael Uhrmann                                                                | Łukasz Rutkowski                                                         |
| 8.                                                   | 13 września 2008                                     | Hakuba                                               | HS-131                                               | nocny                                                | Simon Ammann                                                                               | Daiki Itō                                                                      | Andreas Küttel                                                           |
| 9.                                                   | 14 września 2008                                     | Hakuba                                               | HS-131                                               | nocny                                                | Simon Ammann                                                                               | Daiki Itō                                                                      | Roar Ljøkelsøy                                                           |
| 10.                                                  | 3 października 2008                                  | Klingenthal                                          | HS-140                                               | –                                                    | Gregor Schlierenzauer                                                                      | Simon Ammann                                                                   | Martin Koch                                                              |
| 11.                                                  | 4 października 2008                                  | Liberec                                              | HS-134                                               | nocny                                                | Gregor Schlierenzauer                                                                      | Daiki Itō                                                                      | Martin Koch                                                              |
| Letnie Grand Prix 2008 – klasyfikacja końcowa        | Letnie Grand Prix 2008 – klasyfikacja końcowa        | Letnie Grand Prix 2008 – klasyfikacja końcowa        | Letnie Grand Prix 2008 – klasyfikacja końcowa        | Letnie Grand Prix 2008 – klasyfikacja końcowa        | Gregor Schlierenzauer                                                                      | Simon Ammann                                                                   | Michael Uhrmann                                                          |

## Statystyki indywidualne
| Zawodnik | Hinterzarten 27.07 | Einsiedeln 01.08 | Courchevel 03.08 | Pragelato 05.08 | Zakopane 30.08 | Zakopane 30.08 | Hakuba 13.09 | Hakuba 14.09 | Klingenthal 03.10 | Liberec 04.10 |
| Austria | Austria            | Austria          | Austria          | Austria         | Austria        | Austria        | Austria      | Austria      | Austria           | Austria       |
| --- | ------------------ | ---------------- | ---------------- | --------------- | -------------- | -------------- | ------------ | ------------ | ----------------- | ------------- |
| Markus Eggenhofer | –                  | –                | –                | –               | –              | –              | –            | –            | 25                | 16            |
| Manuel Fettner | 34                 | –                | –                | –               | –              | –              | –            | –            | 20                | 33            |
| Nicolas Fettner | –                  | –                | –                | –               | –              | –              | 13           | 12           | –                 | –             |
| Mario Innauer | q                  | –                | –                | –               | –              | –              | –            | –            | –                 | –             |
| Bastian Kaltenböck | 12                 | 9                | 39               | 32              | 32             | 28             | –            | –            | 38                | q             |
| Martin Koch | –                  | –                | –                | –               | 16             | 7              | –            | –            | 3                 | 3             |
| Andreas Kofler | 2                  | 1                | 6                | 6               | 10             | 9              | –            | –            | 28                | 31            |
| Wolfgang Loitzl | –                  | –                | –                | –               | 4              | 5              | –            | –            | –                 | –             |
| Thomas Morgenstern | 3                  | 3                | 5                | 9               | 15             | 11             | –            | –            | –                 | –             |
| Roland Müller | 44                 | 32               | q                | 43              | –              | –              | –            | –            | –                 | –             |
| Gregor Schlierenzauer | 6                  | 2                | 4                | 1               | 1              | 1              | –            | –            | 1                 | 1             |
| Andreas Strolz | –                  | –                | –                | –               | –              | –              | dsq          | 36           | –                 | –             |
| Stefan Thurnbichler | –                  | –                | –                | –               | 24             | 25             | –            | –            | 31                | 19            |
| Bułgaria |                    |                  |                  |                 |                |                |              |              |                   |               |
| Petyr Fyrtunow | q                  | –                | –                | –               | –              | –              | –            | –            | q                 | q             |
| Władimir Zografski | –                  | –                | –                | –               | –              | –              | –            | –            | q                 | q             |
| Czechy |                    |                  |                  |                 |                |                |              |              |                   |               |
| Martin Cikl | 48                 | 35               | 47               | 36              | q              | dsq            | 35           | 24           | q                 | q             |
| Lukáš Hlava | –                  | –                | –                | –               | –              | –              | –            | –            | –                 | 50            |
| Jakub Janda | –                  | –                | –                | –               | –              | –              | –            | –            | 14                | 5             |
| Roman Koudelka | 9                  | 6                | 18               | 2               | 27             | 30             | –            | –            | 26                | 31            |
| Čestmír Kožíšek | –                  | –                | –                | –               | –              | –              | –            | –            | –                 | q             |
| Jan Matura | 41                 | 23               | 25               | 37              | 35             | 48             | –            | –            | 33                | q             |
| Borek Sedlák | 21                 | 12               | 34               | 19              | 31             | 21             | –            | –            | –                 | 36            |
| Ondřej Vaculík | 13                 | 29               | 41               | 28              | 23             | 36             | 31           | 33           | 43                | 45            |
| Finlandia |                    |                  |                  |                 |                |                |              |              |                   |               |
| Jussi Hautamäki | –                  | –                | –                | –               | 29             | 27             | 29           | 26           | –                 | –             |
| Kalle Keituri | 40                 | 23               | 8                | 22              | 19             | 22             | 9            | 17           | 11                | 48            |
| Arttu Lappi | q                  | 37               | q                | 41              | –              | –              | –            | –            | –                 | –             |
| Ville Larinto | q                  | 43               | 15               | 30              | 13             | 24             | –            | –            | 24                | 6             |
| Sami Niemi | q                  | 40               | 14               | 25              | 28             | 32             | –            | –            | q                 | q             |
| Harri Olli | 24                 | 26               | 1                | 3               | –              | –              | –            | –            | –                 | –             |
| Francja |                    |                  |                  |                 |                |                |              |              |                   |               |
| Emmanuel Chedal | 19                 | 5                | 36               | 17              | 17             | 19             | –            | –            | 35                | 40            |
| Vincent Descombes Sevoie | 38                 | 36               | 28               | 35              | 26             | 31             | –            | –            | 7                 | 25            |
| David Lazzaroni | 5                  | 21               | 40               | 16              | 52             | 52             | –            | –            | 49                | q             |
| Nicolas Mayer | q                  | –                | q                | –               | –              | –              | –            | –            | –                 | –             |
| Pierre Emmanuel Robe | –                  | –                | q                | –               | q              | 53             | –            | –            | –                 | –             |
| Japonia |                    |                  |                  |                 |                |                |              |              |                   |               |
| Shūsaku Hosoyama | –                  | –                | –                | –               | –              | –              | 41           | –            | –                 | –             |
| Daiki Itō | –                  | –                | –                | –               | –              | –              | 2            | 2            | 11                | 2             |
| Kenshirō Itō | –                  | –                | –                | –               | –              | –              | 31           | –            | –                 | q             |
| Noriaki Kasai | q                  | q                | 44               | 20              | –              | –              | 28           | 5            | –                 | –             |
| Takanobu Okabe | 31                 | 33               | q                | q               | –              | –              | 20           | –            | –                 | –             |
| Yukio Sakano | –                  | –                | –                | –               | –              | –              | 22           | –            | –                 | –             |
| Kento Sakuyama | –                  | –                | –                | –               | –              | –              | 4            | 13           | 44                | –             |
| Taku Takeuchi | 29                 | 15               | 6                | 27              | –              | –              | 10           | 6            | 27                | 20            |
| Shōhei Tochimoto | 16                 | 8                | 16               | 14              | –              | –              | 21           | 29           | 40                | q             |
| Yūta Watase | 23                 | 11               | 42               | 23              | –              | –              | 44           | –            | 23                | 24            |
| Kazuya Yoshioka | –                  | –                | –                | –               | –              | –              | 42           | –            | –                 | –             |
| Fumihisa Yumoto | 27                 | 16               | 13               | 10              | –              | –              | 36           | 28           | q                 | 28            |
| Kanada |                    |                  |                  |                 |                |                |              |              |                   |               |
| Gregory Baxter | q                  | q                | q                | q               | –              | –              | –            | –            | –                 | –             |
| Mackenzie Boyd-Clowes | –                  | –                | –                | –               | –              | –              | 40           | 39           | q                 | q             |
| Stefan Read | q                  | 34               | q                | 40              | –              | –              | 34           | 34           | 31                | 46            |
| Kazachstan |                    |                  |                  |                 |                |                |              |              |                   |               |
| Iwan Karaułow | –                  | q                | –                | –               | –              | –              | –            | –            | q                 | –             |
| Nikołaj Karpienko | 19                 | 19               | 23               | 13              | 42             | 29             | 17           | 19           | q                 | 18            |
| Aleksiej Korolow | q                  | –                | 43               | q               | 45             | 42             | 14           | 15           | q                 | 29            |
| Asan Tachtachunow | q                  | –                | 32               | 38              | q              | 51             | 31           | 31           | –                 | q             |
| Radik Żaparow | q                  | –                | –                | –               | –              | –              | –            | –            | –                 | –             |
| Korea Południowa |                    |                  |                  |                 |                |                |              |              |                   |               |
| Choi Heung-chul | 15                 | 20               | q                | 25              | –              | –              | –            | –            | 29                | 12            |
| Choi Yong-jik | q                  | 47               | 24               | 47              | –              | –              | –            | –            | q                 | q             |
| Kang Chil-gu | q                  | –                | –                | q               | –              | –              | –            | –            | –                 | –             |
| Kim Hyun-ki | 42                 | 41               | 46               | –               | –              | –              | –            | –            | 9                 | 26            |
| Niemcy |                    |                  |                  |                 |                |                |              |              |                   |               |
| Pascal Bodmer | 39                 | –                | –                | –               | –              | –              | –            | –            | –                 | –             |
| Tobias Bogner | 45                 | –                | –                | –               | –              | –              | –            | –            | –                 | –             |
| Nico Faller | q                  | –                | –                | –               | –              | –              | –            | –            | –                 | –             |
| Stephan Hocke | 26                 | 42               | 20               | 12              | 22             | 17             | –            | –            | –                 | q             |
| Michael Neumayer | 4                  | 17               | 12               | 7               | –              | –              | 4            | 7            | 22                | 21            |
| Martin Schmitt | 8                  | 22               | 37               | 8               | 9              | 10             | –            | –            | 9                 | 10            |
| Felix Schoft | 36                 | –                | –                | –               | 49             | 47             | 19           | 8            | 15                | –             |
| Erik Simon | 49                 | –                | –                | –               | –              | –              | –            | –            | 17                | –             |
| Georg Späth | 1                  | 4                | 2                | dns             | –              | –              | –            | –            | –                 | –             |
| Michael Uhrmann | 10                 | 12               | 9                | 4               | 2              | 2              | –            | –            | 5                 | 17            |
| Andreas Wank | 18                 | –                | –                | –               | 6              | 20             | 18           | 16           | –                 | q             |
| Norwegia |                    |                  |                  |                 |                |                |              |              |                   |               |
| Jon Aaraas | dsq                | –                | 49               | q               | 38             | 39             | –            | –            | q                 | 41            |
| Anders Bardal | 34                 | –                | 21               | 39              | 4              | 12             | –            | –            | 42                | 49            |
| Kim René Elverum Sorsell | q                  | –                | 48               | q               | q              | 45             | –            | –            | 37                | q             |
| Kenneth Gangnes | q                  | –                | 38               | 45              | 46             | 18             | –            | –            | 15                | 34            |
| Tom Hilde | 46                 | –                | 45               | 29              | 11             | 13             | –            | –            | q                 | 13            |
| Anders Jacobsen | 43                 | –                | 19               | q               | 36             | 38             | –            | –            | 4                 | 11            |
| Roar Ljøkelsøy | –                  | –                | –                | –               | –              | –              | 16           | 3            | –                 | –             |
| Sigurd Pettersen | –                  | –                | –                | –               | –              | –              | 8            | 20           | –                 | –             |
| Bjørn Einar Romøren | 11                 | –                | 34               | 18              | 18             | 6              | –            | –            | 19                | 42            |
| Vegard Haukø Sklett | –                  | –                | –                | –               | –              | –              | 43           | 37           | –                 | –             |
| Polska |                    |                  |                  |                 |                |                |              |              |                   |               |
| Marcin Bachleda | 46                 | 30               | 31               | q               | 7              | 15             | 39           | 34           | 40                | 21            |
| Stefan Hula | 33                 | 37               | 29               | 34              | 36             | –              | 27           | 21           | –                 | –             |
| Maciej Kot | 16                 | 12               | 30               | 24              | 7              | 14             | 26           | 38           | –                 | –             |
| Adam Małysz | 22                 | –                | –                | –               | 30             | 15             | –            | –            | 18                | 9             |
| Krzysztof Miętus | –                  | –                | –                | –               | 51             | –              | –            | –            | –                 | –             |
| Tomasz Pochwała | –                  | –                | –                | –               | 48             | –              | –            | –            | –                 | –             |
| Łukasz Rutkowski | –                  | 28               | 26               | q               | 12             | 3              | 14           | 14           | 13                | 35            |
| Wojciech Skupień | –                  | –                | –                | –               | 40             | –              | –            | –            | –                 | –             |
| Rafał Śliż | –                  | –                | –                | –               | 43             | –              | –            | –            | –                 | –             |
| Piotr Żyła | –                  | –                | –                | –               | 47             | –              | –            | –            | 46                | 47            |
| Rosja |                    |                  |                  |                 |                |                |              |              |                   |               |
| Dmitrij Ipatow | 31                 | 31               | 27               | 42              | 20             | 35             | 38           | 25           | q                 | 43            |
| Pawieł Karielin | –                  | –                | –                | –               | q              | 46             | 6            | 18           | 36                | 37            |
| Dienis Korniłow | q                  | 26               | q                | 48              | q              | 41             | 12           | 10           | 47                | 7             |
| Ilja Roslakow | 30                 | 45               | 33               | 46              | –              | –              | 7            | 27           | 34                | 27            |
| Roman Trofimow | –                  | 37               | 50               | q               | q              | 50             | –            | –            | –                 | –             |
| Dmitrij Wasiljew | 27                 | 45               | 17               | 31              | 25             | 43             | 24           | 22           | 8                 | 39            |
| Słowacja |                    |                  |                  |                 |                |                |              |              |                   |               |
| Tomáš Zmoray | q                  | –                | –                | –               | 50             | 40             | 37           | dsq          | q                 | 44            |
| Słowenia |                    |                  |                  |                 |                |                |              |              |                   |               |
| Jure Bogataj | –                  | 48               | q                | q               | –              | –              | 25           | 30           | –                 | –             |
| Jernej Damjan | 24                 | 18               | q                | 21              | –              | –              | –            | –            | –                 | –             |
| Matic Kramaršič | –                  | –                | –                | –               | –              | –              | 11           | 11           | q                 | 30            |
| Robert Kranjec | q                  | –                | –                | –               | 33             | 33             | –            | –            | 30                | 14            |
| Luka Leban | –                  | –                | –                | –               | 39             | 49             | –            | –            | –                 | –             |
| Mitja Mežnar | 36                 | 44               | 22               | dns             | –              | –              | –            | –            | –                 | –             |
| Primož Peterka | –                  | –                | –                | –               | –              | –              | 30           | 23           | –                 | –             |
| Primož Pikl | q                  | 25               | 10               | 15              | 21             | 26             | –            | –            | –                 | –             |
| Jure Šinkovec | –                  | –                | –                | –               | –              | –              | –            | –            | q                 | 21            |
| Jurij Tepeš | –                  | –                | –                | –               | 34             | 23             | 23           | 9            | 21                | 15            |
| Stany Zjednoczone |                    |                  |                  |                 |                |                |              |              |                   |               |
| Nicholas Fairall | –                  | –                | –                | –               | –              | –              | –            | –            | –                 | 38            |
| Anders Johnson | –                  | –                | –                | –               | –              | –              | –            | –            | 48                | q             |
| Chris Lamb | –                  | –                | –                | –               | –              | –              | –            | –            | q                 | –             |
| Szwajcaria |                    |                  |                  |                 |                |                |              |              |                   |               |
| Simon Ammann | 7                  | 7                | 3                | 5               | 3              | 4              | 1            | 1            | 2                 | 4             |
| Rémi Français | –                  | 49               | –                | –               | –              | –              | –            | –            | –                 | –             |
| Antoine Guignard | q                  | 50               | –                | –               | 41             | 34             | –            | –            | –                 | –             |
| Andreas Küttel | 13                 | 10               | 11               | 11              | 14             | 8              | 3            | 4            | 6                 | 8             |
| Adrian Schuler | –                  | q                | –                | –               | –              | –              | –            | –            | –                 | –             |
| Szwecja |                    |                  |                  |                 |                |                |              |              |                   |               |
| Andreas Arén | –                  | –                | –                | –               | q              | 36             | 45           | 32           | –                 | –             |
| Johan Erikson | q                  | q                | q                | 44              | –              | –              | –            | –            | –                 | –             |
| Isak Grimholm | –                  | –                | –                | –               | –              | –              | –            | –            | q                 | q             |
| Carl Nordin | q                  | q                | q                | q               | –              | –              | –            | –            | q                 | q             |
| Ukraina |                    |                  |                  |                 |                |                |              |              |                   |               |
| Wołodymyr Boszczuk | –                  | –                | –                | –               | –              | –              | –            | –            | 39                | q             |
| Ołeksandr Łazarowycz | –                  | –                | –                | –               | –              | –              | –            | –            | –                 | q             |
| Witalij Szumbareć | q                  | –                | –                | –               | 43             | 44             | –            | –            | 45                | –             |
| Włochy |                    |                  |                  |                 |                |                |              |              |                   |               |
| Sebastian Colloredo | –                  | –                | –                | 33              | –              | –              | –            | –            | dsq               | q             |
| Andrea Morassi | –                  | –                | –                | q               | –              | –              | –            | –            | q                 | q             |
| Legenda |                    |                  |                  |                 |                |                |              |              |                   |               |
| 1-3 4-30 poniżej 30 q – zawodnik nie zakwalifikował się dns – Zawodnik zakwalifikowany nie wystartował w konkursie dsq – Zawodnik zdyskwalifikowany w konkursie – – Zawodnik niezgłoszony do konkursu |                    |                  |                  |                 |                |                |              |              |                   |               |

## Konkursy drużynowe
| Zawodnik                 | Hinterzarten 26.07 |
| ------------------------ | ------------------ |
| Austria                  | 1                  |
| Manuel Fettner           | +                  |
| Andreas Kofler           | +                  |
| Thomas Morgenstern       | +                  |
| Gregor Schlierenzauer    | +                  |
| Czechy                   | 3                  |
| Roman Koudelka           | +                  |
| Jan Matura               | +                  |
| Borek Sedlák             | +                  |
| Ondřej Vaculík           | +                  |
| Finlandia                | 5                  |
| Kalle Keituri            | +                  |
| Arttu Lappi              | +                  |
| Ville Larinto            | +                  |
| Harri Olli               | +                  |
| Francja                  | 11                 |
| Emmanuel Chedal          | +                  |
| Vincent Descombes Sevoie | +                  |
| David Lazzaroni          | +                  |
| Nicolas Mayer            | +                  |
| Japonia                  | 6                  |
| Taku Takeuchi            | +                  |
| Shōhei Tochimoto         | +                  |
| Yūta Watase              | +                  |
| Fumihisa Yumoto          | +                  |
| Kazachstan               | 12                 |
| Nikołaj Karpienko        | +                  |
| Aleksiej Korolow         | +                  |
| Asan Tachtachunow        | +                  |
| Radik Żaparow            | +                  |
| Korea Południowa         | 9                  |
| Choi Heung-chul          | +                  |
| Choi Yong-jik            | +                  |
| Kang Chil-gu             | +                  |
| Kim Hyun-ki              | +                  |
| Niemcy                   | 2                  |
| Michael Neumayer         | +                  |
| Martin Schmitt           | +                  |
| Georg Späth              | +                  |
| Michael Uhrmann          | +                  |
| Norwegia                 | 4                  |
| Anders Bardal            | +                  |
| Tom Hilde                | +                  |
| Anders Jacobsen          | +                  |
| Bjørn Einar Romøren      | +                  |
| Polska                   | 7                  |
| Marcin Bachleda          | +                  |
| Stefan Hula              | +                  |
| Maciej Kot               | +                  |
| Adam Małysz              | +                  |
| Rosja                    | 9                  |
| Dmitrij Ipatow           | +                  |
| Dienis Korniłow          | +                  |
| Ilja Roslakow            | +                  |
| Dmitrij Wasiljew         | +                  |
| Słowenia                 | 8                  |
| Jernej Damjan            | +                  |
| Robert Kranjec           | +                  |
| Mitja Mežnar             | +                  |
| Primož Pikl              | +                  |

## Klasyfikacje

### Klasyfikacja indywidualna
Stan po zakończeniu LGP 2008
| Miejsce | Zawodnik              | Występy | Punkty |
| ------- | --------------------- | ------- | ------ |
| 1.      | Gregor Schlierenzauer | 8       | 670    |
| 2.      | Simon Ammann          | 10      | 617    |
| 3.      | Michael Uhrmann       | 8       | 346    |
| 4.      | Andreas Küttel        | 10      | 326    |
| 5.      | Andreas Kofler        | 8       | 318    |
| 6.      | Daiki Itō             | 4       | 264    |
| 7.      | Thomas Morgenstern    | 6       | 234    |
| 8.      | Georg Späth           | 3       | 230    |
| 9.      | Michael Neumayer      | 8       | 227    |
| 10.     | Martin Schmitt        | 8       | 183    |
| ...     |                       |         |        |

### Klasyfikacja drużynowa
Stan po zakończeniu LGP 2008
| Miejsce | Reprezentacja    | Punkty |
| ------- | ---------------- | ------ |
| 1.      | Austria          | 2041   |
| 2.      | Niemcy           | 1563   |
| 3.      | Szwajcaria       | 943    |
| 4.      | Japonia          | 925    |
| 5.      | Norwegia         | 733    |
| 6.      | Czechy           | 643    |
| 7.      | Finlandia        | 640    |
| 8.      | Polska           | 497    |
| 9.      | Słowenia         | 317    |
| 10.     | Rosja            | 280    |
| 11.     | Francja          | 217    |
| 12.     | Kazachstan       | 129    |
| 13.     | Korea Południowa | 98     |

### KlasyfikacjaTurnieju Czterech Narodów
Stan po zakończeniu LGP 2008
| Miejsce | Reprezentacja         | Punkty |
| ------- | --------------------- | ------ |
| 1.      | Gregor Schlierenzauer | 913,2  |
| 2.      | Andreas Kofler        | 908,3  |
| 3.      | Simon Ammann          | 897,6  |
| 4.      | Thomas Morgenstern    | 891,4  |
| 5.      | Michael Uhrmann       | 874,6  |
| 6.      | Roman Koudelka        | 873,4  |
| 7.      | Harri Olli            | 868,5  |
| 8.      | Michael Neumayer      | 868,2  |
| 9.      | Andreas Küttel        | 851,0  |
| 10.     | Fumihisa Yumoto       | 829,2  |
| ...     |                       |        |